# Henryka Simon
Henryka Simon (właśc. Saturnina Matraszek, ur. ok. 1860, zm. 13 października 1896 w Łowiczu) – polska aktorka teatralna.

## Życiorys
Występowała w zespołach teatrów prowincjonalnych: Józefa Rybackiego (1877), Adama Bulwińskiego i Feliksa Leona Stobińskiego (1878), Pawła Ratajewicza (1878–1879), Anastazego Trapszy (1881), Henryka Krauzego (1881), Karola Kremskiego (1886–1887 i 1891) i Jana Szymborskiego (1891). Najdłużej (lata 1882–1886 oraz 1895–1896) współpracowała z zespołem Feliksa Ratajewicza, wraz z którym występowała m.in. w Łowiczu, Zamościu, Hrubieszowie, Pułtusku, Płocku i Piotrkowie. Przez krótki okres (1889) sama prowadziła zespół teatralny w Sandomierzu. Wystąpiła m.in. w rolach: Klary (Zemsta), Praksedy (Karpaccy górale), Pawłowej (Marcowy kawaler), Amelii (Mazepa), Azy (Wnuk Tumrego), Barbary (Mąż z grzeczności) i Zuzi (Odludki i poeta). Zmarła śmiercią samobójczą.